# Brezovac Subocki
Brezovac (1991-ig Brezovac Subocki) falu Horvátországban, Sziszek-Monoszló megyében. Közigazgatásilag Novszkához tartozik.

## Fekvése
Sziszek városától légvonalban 55, közúton 76 km-re délkeletre, községközpontjától légvonalban 9, közúton 13 km-re északkeletre, a Subocka-csatorna jobb partján, a megyehatáron fekszik.

## Története
Területe már a középkorban is lakott volt. 1231-től ez a vidék a Szencsei család birtoka volt. Ők építtették Szombathely, vagy szlávosan Subocki várát. A vár alatt fejlődött ki az azonos nevű település, melynek Szent György tiszteletére szentelt templomát említik a középkori források. A fokozódó török támadások hatására 1540-ben Szencsei Kristóf behódolt a szultánnak. Ennek ellenére nem tudta megtartani birtokait, négy várat át kellett adnia a szultánnak. A török uralom idején pravoszláv lakosság települt le itt. A térség csak 1685-ben szabadult fel a török uralom alól.
Brezovac egykor a szomszédos Bairral és Popovaccal együtt Subocki Grad település része volt. 1890-ben 303 lakosa volt. Pozsega vármegye Novszkai járásához tartozott. 1918-ban az új szerb-horvát-szlovén állam, majd később Jugoszlávia része lett. A második világháború idején a Független Horvát Állam része volt. A háború után enyhült a szegénység és sok ember talált munkát a közeli városokban. Brezovac 1948 óta számít önálló településnek. 1991-ben teljes lakossága szerb nemzetiségű volt. 1991. június 25-én a független Horvátország része lett, szerb lakossága azonban a szerb erőkhöz csatlakozott. A horvát hadsereg 1991 novemberében az Orkan 91 hadművelet keretében foglalta vissza. A szerb lakosság elmenekült. A településnek 2011-ben mindössze 9 lakosa volt.

## Népesség
| Lakosság változása | Lakosság változása | Lakosság változása | Lakosság változása | Lakosság változása | Lakosság változása | Lakosság változása | Lakosság változása | Lakosság változása | Lakosság változása | Lakosság változása | Lakosság változása | Lakosság változása | Lakosság változása | Lakosság változása | Lakosság változása |
| ------------------ | ------------------ | ------------------ | ------------------ | ------------------ | ------------------ | ------------------ | ------------------ | ------------------ | ------------------ | ------------------ | ------------------ | ------------------ | ------------------ | ------------------ | ------------------ |
| 1857               | 1869               | 1880               | 1890               | 1900               | 1910               | 1921               | 1931               | 1948               | 1953               | 1961               | 1971               | 1981               | 1991               | 2001               | 2011               |
| 0                  | 0                  | 0                  | 303                | 0                  | 0                  | 0                  | 0                  | 338                | 308                | 288                | 260                | 209                | 151                | 9                  | 9                  |

(1890-ben Subocki Grad részeként. 1948-ig lakosságát Subocki Gradhoz számították.)

## Nevezetességei
- Subocki/Szombathely középkori várának maradványai a falutól délre, a Subocka-csatorna bal partja felett délre emelkedő platón. A vár alatt állt a középkori Szent György templom, melynek helye feltáratlan.
- A Svetinja-patak mentén fekvő Svetinja nevű hely középkori templom és/vagy temető maradványait rejti.